# Ladijski prevoz
Ládijski transpórt je prevoz ljudi in/ali tovora z barko, čolnom, jadrnico ali ladjo preko morja, oceana, jezera, prekopa (kanala) ali reke. Običajno se ladijski transport opravlja za potrebe trgovine, industrije, turizma, prometa, rekreacije ali vojske.
Križanec ladijskega in cestnega transporta je bil  zgodovinski čoln na konjsko vprego. Danes se predvsem v vojaške namene uporabljajo amfibijska vozila. Križanci ladijskega transporta z zračnim sta surfanje z zmajem in parajadranje.
Prva plovila so bila verjetno neke vrste kanuji, izdolbeni iz drevesnih debel. Kolonizacija Avstralije z avstralskimi Aborigini kaže posredne, vendar pomebne dokaze za najpoznejši čas odkritja oceanskih plovil. Kopenski mostovi so povezovali jugovzhodno Azijo skozi celoten Malajski arhipelag. Do Nove Gvineje, ki je bila takrat povezana z Avstralijo, pa je bilo potrebno prečkati morsko ožino. Da je prišlo do kolonizacije, so bila potrebna plovila, ki lahko prečkajo ocean.
Zgodnji morski transport je bil opravljen z ladjami na vesla ali pa z ladjami z jadri, v še bolj oddaljeni zgodovini pa pri manjših ladjah pogosto kot kombinacija obeh pogonov.
Nekatere ladje so poganjali konji, ki so bili na krovu, ali pa so konji z rečnih bregov vlekli plovilo po reki navzgor.
Ladijski transport je bil pogosto uporabljen v vojaških spopadih. Več o tem piše v poglavju mornarica.
V 19. stoletju so se pojavili prvi parniki. Ti so uporabljali parni stroj, ki je poganjal vodno kolo ali propeler za premikanje ladje. Para je bila ustvarjena z uporabo lesa ali premoga. Sedaj večina ladij uporablja stroje, ki jih poganja dizelsko gorivo. Nekatere posebne ladje, kot so podmornice, uporabljajo za ustvarjanje pare jedrsko energijo.
Rekreacijska in izobraževalna vozila še vedno uporabljajo moč vetra, manjša plovila pa uporabljajo motorje z notranjim zgorevanjem za pogon enega ali več propelerjev. Pri vodnih skuterjih se uporablja medkrovni vodni curek. V plitvih in grobih področjih, kot so nekatera močvirja se nekatera vozila, kot so hoverkrafti - vozila na zračni blazini, poganjajo z velikimi potisnimi ventilatorji.
Čeprav je moderni ladijski prevoz relativno počasen, je zelo učinkovit pri prevozu velikih količin nepokvarljivega blaga. Prevoz po vodi je bistveno cenejši od prevoza po zraku za medcelinsko pošiljanje tovora.